# Croacia en la Copa Mundial de Fútbol Sub-20 de 2011
La Selección de fútbol de Croacia fue uno de los 24 equipos participantes en la Copa Mundial de Fútbol Sub-20 de 2011, torneo que se llevó a cabo entre el 29 y el 20 de agosto de 2011 en Colombia.
En el sorteo realizado el 27 de abril en Cartagena de Indias la Selección de fútbol de Croacia quedó emparejada en el Grupo D junto con Arabia Saudita, la Guatemala y Nigeria. Ocupó el puesto 23 por detrás de Mali

## Fase de grupos

### Tabla de posiciones
| Equipo         | Pts | PJ | PG | PE | PP | GF | GC | Dif |
| -------------- | --- | -- | -- | -- | -- | -- | -- | --- |
| Nigeria        | 9   | 3  | 3  | 0  | 0  | 12 | 2  | 10  |
| Arabia Saudita | 6   | 3  | 2  | 0  | 1  | 8  | 2  | 6   |
| Guatemala      | 3   | 3  | 1  | 0  | 2  | 1  | 11 | -10 |
| Croacia        | 0   | 3  | 0  | 0  | 3  | 2  | 8  | -6  |

| 31 de julio de 2011, 18:00 | Croacia | 0:2 (0:0) | Arabia Saudita                 | Estadio Centenario, Armenia                                                  |                                                                              |
|                            |         | Reporte   | Al-Fahmi 54' · Al-Muwallad 69' | Asistencia: 9.183 espectadores Árbitro(s): Noumandiez Doue (Costa de Marfil) | Asistencia: 9.183 espectadores Árbitro(s): Noumandiez Doue (Costa de Marfil) |

| 3 de agosto de 2011, 20:00 | Croacia                    | 2:5 (1:2) | Nigeria                                             | Estadio Centenario, Armenia                                        |                                                                    |
|                            | Lendrić 42' · Kramarić 66' | Reporte   | Kayode 25' · Suswan 30' · Musa 62' · Nwofor 69' 73' | Asistencia: 8.415 espectadores Árbitro(s): Darío Ubriaco (Uruguay) | Asistencia: 8.415 espectadores Árbitro(s): Darío Ubriaco (Uruguay) |

| 6 de agosto de 2011, 20:00 | Croacia | 0:1 (0:0) | Guatemala    | Estadio Centenario, Armenia                                          |                                                                      |
|                            |         | Reporte   | Ceballos 81' | Asistencia: 3.202 espectadores Árbitro(s): Abdulrahman Abdou (Catar) | Asistencia: 3.202 espectadores Árbitro(s): Abdulrahman Abdou (Catar) |